# Eparchia di Nižnij Tagil

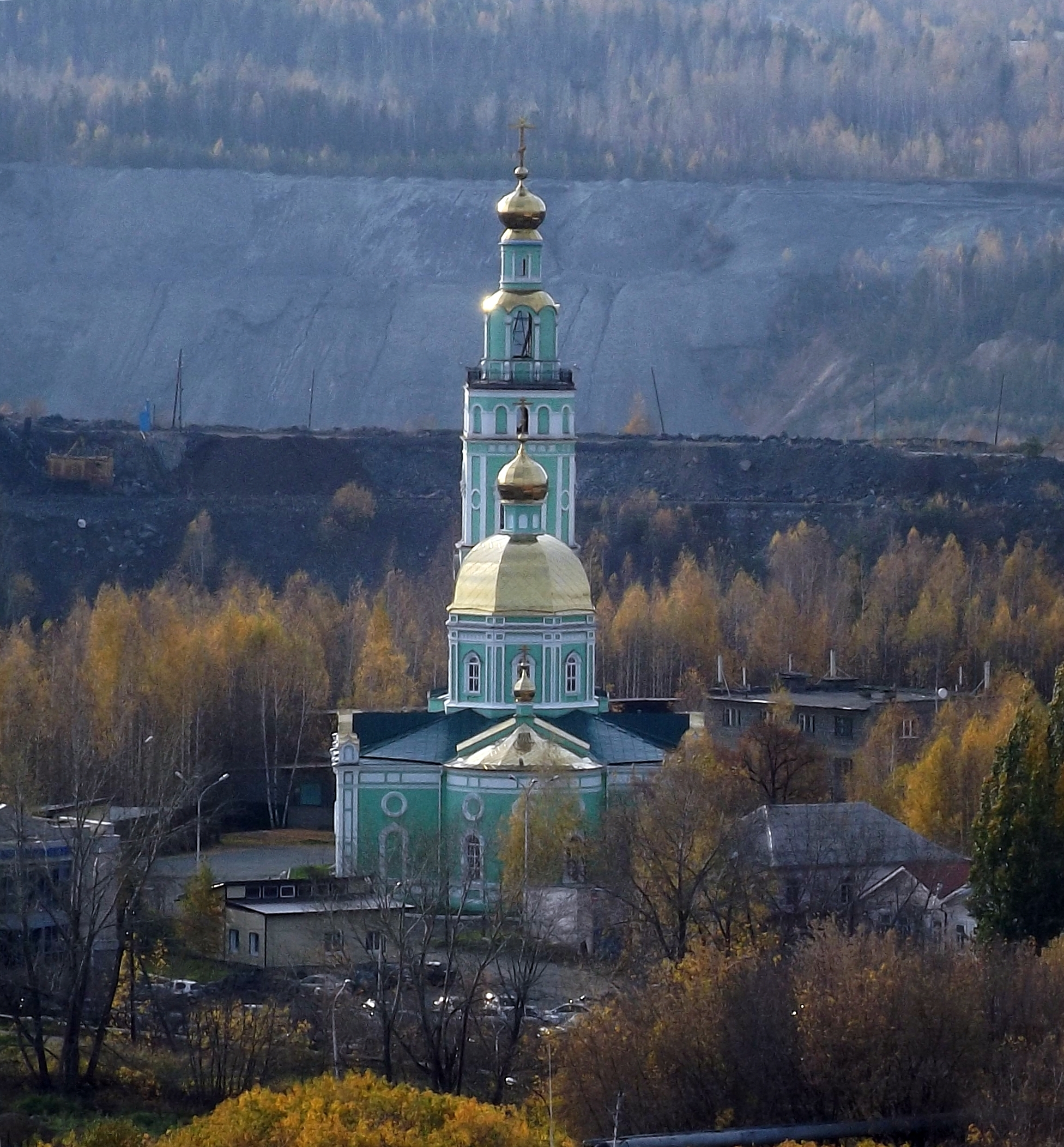
La cattedrale della Santissima Trinità di Nižnij Tagil.

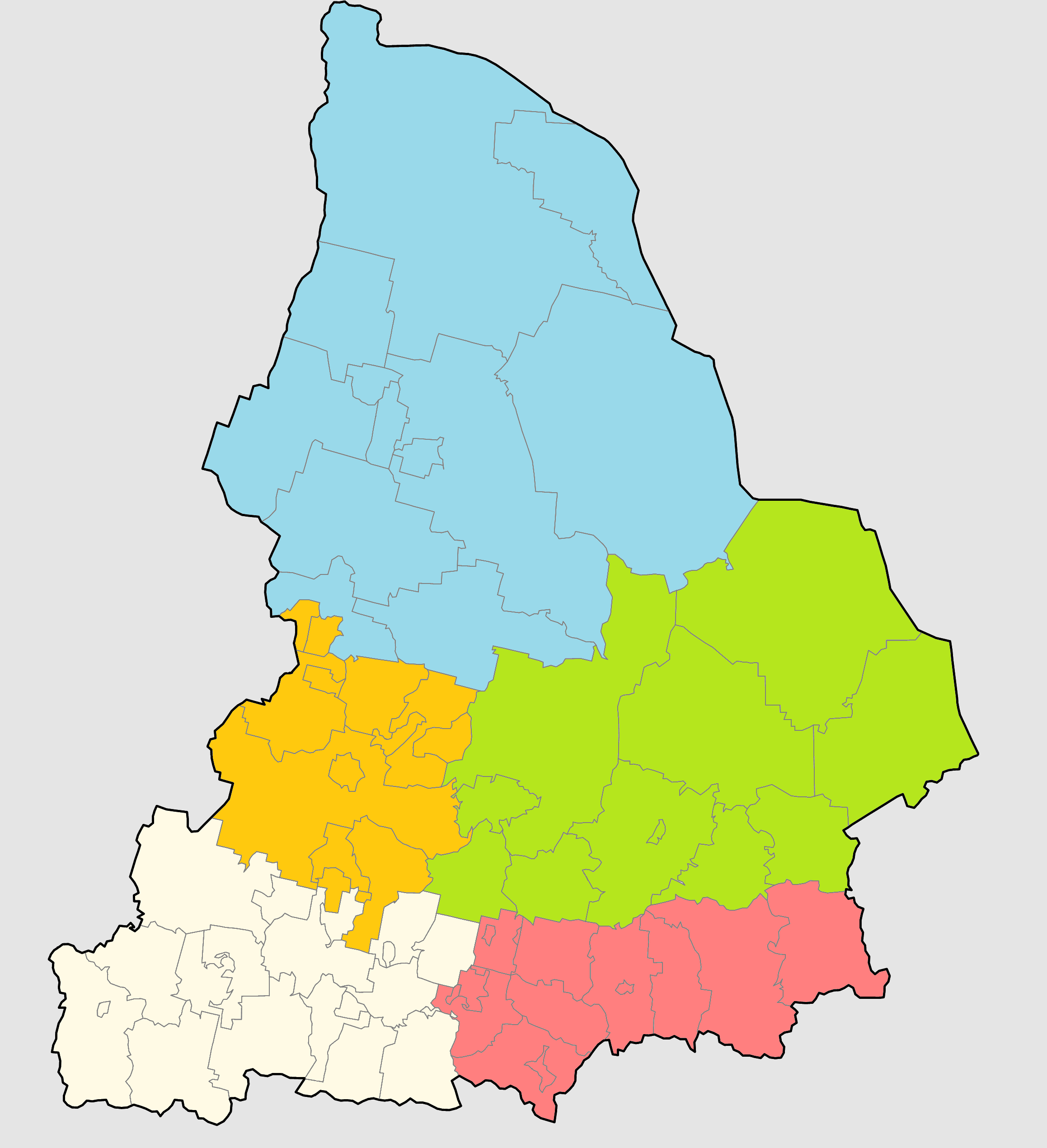
Mappa della metropolia di Ekaterinburg; in giallo l'eparchia di Nižnij Tagil.

L'eparchia di Nižnij Tagil (in russo: Нижнетагильская епархия) è una diocesi della Chiesa ortodossa russa, appartenente alla metropolia di Ekaterinburg.

## Territorio
L'eparchia comprende la parte centro-occidentale dell'oblast' di Sverdlovsk nel circondario federale degli Urali.
Sede eparchiale è la città di Nižnij Tagil, dove si trova la cattedrale della Santissima Trinità. L'eparca ha il titolo ufficiale di «eparca di Nižnij Tagil e Nev'jansk».
Nel 2018 l'eparchia è suddivisa in 5 decanati per un totale di 101 parrocchie.

## Storia
L'eparchia di Kamensk-Ural'skij è stata eretta dal Santo Sinodo della Chiesa ortodossa russa il 27 luglio 2011 ricavandone il territorio dall'eparchia di Ekaterinburg. Il Santo Sinodo decise che i vescovi avessero il titolo di eparca di Kamensk e Serov.
Il 7 marzo 2018 ha ceduto una porzione di territorio a vantaggio dell'erezione dell'eparchia di Serov, e contestualmente i vescovi hanno assunto il titolo di eparca di Kamensk e Nev'jansk.